# بادي ليفلي
بادي ليفلي (بالإنجليزية: Buddy Lively)‏ هو لاعب كرة قاعدة أمريكي، ولد في 14 فبراير 1925 في برمنغهام في الولايات المتحدة، وتوفي في 12 يوليو 2015 في هنتسفيل في الولايات المتحدة.

## وصلات خارجية
- بادي ليفلي على موقع دوري كرة القاعدة الرئيسي (الإنجليزية)
- بادي ليفلي على موقعبيزبول رفرنس.كوم (الدوري الرئيسي) (الإنجليزية)
- بادي ليفلي على موقعبيزبول رفرنس.كوم (الدوري الثانوي) (الإنجليزية)